# ندا جبرائیلی
ندا جبرائیلی (زاده ۱۵ مهر ۱۳۶۹) هنرپیشه سینما و تئاتر و تلویزیون اهل ایران است. او برای بازی در فیلم قاعده تصادف و مردن در آب مطهر نامزد دریافت سیمرغ بلورین بهترین بازیگر نقش مکمل زن و نقش اول زن در سی و یکمین و سی و هشتمین دوره جشنواره فجر شد.

## فیلم‌شناسی

### سینمایی
| سال  | عنوان           | نقش       | توضیحات    | منبع        |
| ---- | --------------- | --------- | ---------- | ----------- |
| ۱۴۰۱ | جنگ جهانی سوم   | ندا زارع  |            |             |
| ۱۴۰۰ | علت مرگ نامعلوم |           |            |             |
| ۱۳۹۸ | مردن در آب مطهر | ستاره     |            |             |
| ۱۳۹۷ | هفت و نیم       | شبانه     |            |             |
| ۱۳۹۷ | جمشیدیه         | پرستو     |            |             |
| ۱۳۹۶ | بنفشه آفریقایی  |           | فیلم بلند  |             |
| ۱۳۹۶ | کارت پرواز      | ندا       | فیلم بلند  | [ ۳ ]       |
| ۱۳۹۴ | ما، در بهشت     | مادرِ نرگس | فیلم بلند  | [ ۴ ] [ ۵ ] |
| ۱۳۹۳ | یحیی سکوت نکرد  | لیلا      | فیلم بلند  | [ ۶ ]       |
| ۱۳۹۲ | ماهی و گربه     | مینا      | فیلم بلند  | [ ۷ ]       |
| ۱۳۹۱ | قاعده تصادف     | شهرزاد    | فیلم بلند  | [ ۸ ]       |
| ۱۳۸۹ | دونده زمین      |           | فیلم بلند  | [ ۹ ]       |
| ۱۳۹۶ | سبز کله‌غازی     |           | فیلم کوتاه | [ ۱۰ ]      |
| ۲۰۱۶ | آرام            | مهسا      | فیلم کوتاه | [ ۱۱ ]      |
| ۲۰۱۵ | سکوت            | سارا      | فیلم کوتاه |             |

### سریال تلویزیونی
برادر جان (۱۳۹٨)

## جوایز و افتخارات
| سال  | جشنواره                                             | جایزه                                                  | فیلم            | نتیجه    |
| ---- | --------------------------------------------------- | ------------------------------------------------------ | --------------- | -------- |
| ۱۳۹۸ | جشنواره فیلم فجر                                    | سیمرغ بلورین بهترین بازیگر نقش اول زن جشنواره فیلم فجر | مردن در آب مطهر | نامزدشده |
| ۱۳۹۷ | سی و پنجمین دوره جشنواره بین‌المللی فیلم کوتاه تهران | دیپلم افتخار بهترین بازیگر زن                          | دربین           | برنده    |
| ١٣٩٩ | جشن حافظ                                            | بهترین بازیگر زن                                       | کارت پرواز      | نامزدشده |